# Secret Combination
Secret Combination – piąty album studyjny amerykańskiej piosenkarki jazzowej Randy Crawford, wydany 8 maja 1981 przez wytwórnię Warner Bros. Records. Największy sukces komercyjny w dyskografii artystki, choć nie zawiera takich przebojów jak poprzedni album Now We May Begin. W Wielkiej Brytanii uzyskał status podwójnej platynowej płyty. Na listach przebojów zagościły nagrania „You Might Need Somebody”, „Rainy Night in Georgia”, „When I Lose My Way” oraz utwór tytułowy płyty „Secret Combination”. W nagraniu uczestniczyli m.in. muzycy grupy Toto: Steve Lukather (gitara) i Jeff Porcaro (perkusja).

## Spis utworów
| A1. | "You Might Need Somebody" (Nan O'Byrne/Tom Snow)          | 4:17  |
|     |                                                           |       |
| A2. | "Rainy Night in Georgia" (Tony Joe White)                 | 4:21  |
|     |                                                           |       |
| A3. | "That's How Heartaches are Made" (Ben Raleigh/Bob Halley) | 2:55  |
|     |                                                           |       |
| A4. | "Two Lives" (Mark Jordan)                                 | 3:47  |
|     |                                                           |       |
| A5. | "You Bring the Sun Out" (Jesse Dixon/Tom Snow)            | 3:25  |
|     |                                                           |       |
| B1. | "Rio De Janeiro Blue" (John Haeny, Richard Torrance)      | 4:16  |
|     |                                                           |       |
| B2. | "Secret Combination" (Frannie Golde/Tom Snow)             | 3:23  |
|     |                                                           |       |
| B3. | "When I Lose My Way" (Turley Richards)                    | 3:43  |
|     |                                                           |       |
| B4. | "Time For Love" (Leon Russell)                            | 4:15  |
|     |                                                           |       |
| B5. | "Trade Winds" (Ralph MacDonald/William Salter)            | 4:58  |
|     |                                                           |       |
|     |                                                           | 39:20 |
|     |                                                           |       |

## Muzycy
- Randy Crawford – śpiew
- Alphanette Silas – chórki
- Marti McCall – chórki
- Petsye Powell – chórki
- Phyllis St. James – chórki
- Abraham Laboriel – [gitara basowa]
- Jeff Porcaro – perkusja
- Steve Lukather – gitara
- Dean Parks – gitara
- Bill Reichenbach – róg,
- Chuck Findley – róg
- Gary Herbig – róg
- Jim Horn – róg
- Larry Williams – róg
- L. Leon Pendarvis – instrumenty klawiszowe, fortepian
- Lenny Castro – instrumenty perkusyjne
- Ernie Watts – flet
- Neil Larsen – instrumenty klawiszowe, organy
- Frank DeCaro – dyrygent

## Produkcja
- Tommy LiPuma – producent
- Al Schmitt – inżynier dźwięku (zapis i miksowanie)
- Don Henderson – asystent inżyniera dźwięku
- Stewart Whitmore – asystent inżynier dźwięku
- Mike Reese – mastering
- L. Leon Pendarvis – aranżacja rytmiczna
- Nick DeCaro – aranżacja instrumentów strunowych (nagrania: A1, A3, A4, B1, B2, B4, B5)
- Richard Seireeni – kierownik artystyczny
- Noel Newbolt – koordynator produkcji
- Phillip Dixon – zdjęcia
- Bob Maile – napisy

## Pozycje na listach
| Lista 1981                      | Pozycja |
| ------------------------------- | ------- |
| Lista amerykańska Jazz Albums   | 9       |
| Lista amerykańska R&B Albums    | 12      |
| Lista amerykańska Billboard 200 | 71      |
| Lista brytyjska UK Albums Chart | 2       |
| Lista holenderska               | 5       |
| Lista norweska                  | 6       |
| Lista nowozelandzka             | 34      |

## Notowania singli
| Rok  | Singel                    | Notowania                        | Poz. |
| ---- | ------------------------- | -------------------------------- | ---- |
| 1981 | "You Might Need Somebody" | Lista belgijska                  | 39   |
| 1981 | "You Might Need Somebody" | Lista brytyjska Top 40           | 11   |
| 1981 | "You Might Need Somebody" | Lista nowozelandzka              | 39   |
| 1981 | "Rainy Night in Georgia"  | Lista belgijska                  | 30   |
| 1981 | "Rainy Night in Georgia"  | Lista brytyjska UK Top 40        | 18   |
| 1981 | "Rainy Night in Georgia"  | Lista holenderska Single Top 100 | 32   |
| 1981 | "Secret Combination"      | Lista amerykańska R&B Singles    | 70   |
| 1981 | "When I Lose My Way"      | Lista amerykańska R&B Singles    | 58   |

## Certyfikaty
| Kraj                  | Certyfikacja        | Sprzedaż |
| --------------------- | ------------------- | -------- |
| Wielka Brytania (BPI) | 2 x platynowa płyta | 600 000  |